# Tatiana Viktorovna Shevtsova
Tatiana Viktorovna Shevtsova (tiếng Nga: Татьяна Викторовна Шевцова; sinh ngày 22 tháng 7 năm 1969) là một cựu chính khách Nga. Bà từng giữ chức Thứ trưởng Bộ Quốc phòng Nga với cấp bậc Ủy viên Hội đồng Nhà nước đương nhiệm hạng 1 của Liên bang Nga trước khi bị cách chức.

## Thiếu thời
Shevtsova sinh năm 1969 tại Kozelsk, Liên Xô, có cha là một cựu quân nhân. Bà từng theo học và sau đó tốt nghiệp Học viện Tài chính và Kinh tế Leningrad năm 1991.

## Sự nghiệp
Từ năm 1991 đến 2010, bà làm nhân viên thu thuế cho Cơ quan Thuế Liên bang Nga, thăng tiến dần lên chức vụ thanh tra thuế ở quận trung tâm của St. Petersburg, rồi trở thành người đứng đầu Cục nộp thuế lớn nhất của Bộ Thuế và Nghĩa vụ Liên bang Nga. Từ tháng 11 năm 2004 đến tháng 5 năm 2010, ba là Phó Cục trưởng Cục Thuế Liên bang. Ở vị trí này, bà giám sát việc thực hiện nghĩa vụ nộp thuế của những người nộp thuế lớn nhất.
Năm 2009, bà được phong hàm Ủy viên Hội đồng Nhà nước đương nhiệm hạng 2 của Liên bang Nga, cấp bậc đứng thứ 2 trong công chức Liên bang Nga.
Tháng 5 năm 2010, bà được bổ nhiệm làm cố vấn cho Bộ trưởng Bộ Quốc phòng Liên bang Nga Anatoly Serdyukov. Kể từ ngày 4 tháng 8 năm 2010, theo Nghị định của Tổng thống Vladimir Putin, bà được bổ nhiệm giữ chức Thứ trưởng Bộ Quốc phòng Liên bang Nga, đặc trách tài chính. Trên trò Thứ trưởng Bộ Quốc phòng Nga, bà đặc trách giám sát việc tổ chức hỗ trợ tài chính cho Lực lượng Vũ trang Liên bang Nga. Trực thuộc nó là các Cục hỗ trợ tài chính, lập kế hoạch tài chính, bảo đảm xã hội, phân tích và dự báo kinh tế và giám sát tài chính về an ninh quốc phòng nhà nước của Bộ Quốc phòng Nga.
Tạp chí Forbes đã đưa bà vào danh sách những siloviki giàu nhất nước Nga (vị trí thứ 13 năm 2013)  Bà là một trong số ít thứ trưởng tại vị qua suốt thời của tướng Sergey Shoigu, người đứng đầu Bộ Quốc phòng Nga giai đoạn 2012-2024.
Năm 2011, bà được phong hàm công chức cao nhất: Ủy viên Hội đồng Nhà nước đương nhiệm hạng 1 của Liên bang Nga.
Ngày 17 tháng 6 năm 2024, Tổng thống Nga Vladimir Putin bất ngờ ra quyết định cách chức 4 thứ trưởng Quốc phòng là Ruslan Tsalikov, Nikolai Pankov, Pavel Popov và Tatiana Shevtsova.

### Lệnh trừng phạt
Bà bị các chính quyền Anh, Canada, Ukraina, EU, New Zealand, Úc và Nhật Bản đưa vào danh sách trừng phạt vào năm 2022-2023 bởi các cáo buộc liên đới đến Chiến tranh Nga – Ukraina.